# Le Gué-de-Longroi
Le Gué-de-Longroi är en kommun i departementet Eure-et-Loir i regionen Centre-Val de Loire strax norr om centrala Frankrike. Kommunen ligger i kantonen Auneau som tillhör arrondissementet Chartres. År 2022 hade Le Gué-de-Longroi 889 invånare.

## Befolkningsutveckling
Antalet invånare i kommunen Le Gué-de-Longroi
Referens:INSEE